# Gephyrocharax intermedius
Gephyrocharax intermedius är en fiskart som beskrevs av Meek och Hildebrand, 1916. Gephyrocharax intermedius ingår i släktet Gephyrocharax och familjen Characidae. Inga underarter finns listade i Catalogue of Life.